# Museo Walter Rama
Il Museo Walter Rama è un museo della prima guerra mondiale, che ora si trova a Borgoforte in provincia di Mantova, presso il forte Magnaguti.
Tutti gli oggetti esposti furono recuperati sui campi di battaglia o pervenuti da donazioni.
Sono raccolti oggetti appartenuti ai soldati, armi ed equipaggiamenti, giornali e altri documenti dell'epoca. In una sala vi è la ricostruzione di una Postazione Mobile Postale, completa di materiale originale.
Il museo fu inaugurato nel 2002 nel Forte Wohlgemuth a Rivoli Veronese e ampliato nel 2004. Nel 2005 è stato intitolato alla memoria di Walter Rama che collaborò ampiamente al suo allestimento. Nell'estate del 2017 si è trasferito presso il forte Centrale o Magnaguti a Borgoforte in provincia di Mantova.